# Marta Nieradkiewicz
Marta Nieradkiewicz est une actrice polonaise née le 21 juin 1983 à Łódź.

## Carrière
Marta Nieradkiewicz est diplômée du 6e lycée de Łódź dans la classe de théâtre et de cinéma. En 2007, elle est diplômée du Département par intérim du PWSFTviT à Łódź et la même année au 25e Festival des écoles de théâtre à Łódź a reçu la Distinction de la ministre de la Culture et du Patrimoine national pour le rôle de Klarysa Hailsham-Brown dans la performance de Spider Web et le prix du public dans la catégorie "le rôle féminin le plus électrisant". 
Pour le rôle de Sylwia dans le film Floating Skyscrapers, elle a reçu le prix du second rôle féminin au 38e Festival du film de Gdynia, le Golden Puppy pour le second rôle féminin au Film Acting Festival. Tadeusz Szymków à Wrocław et une nomination au Prix du cinéma polonais dans la catégorie du meilleur second rôle féminin . En 2014, elle a reçu le "Golden Mask" Award pour son rôle féminin dans la performance Brothers and Sisters dirigée par Maja Kleczewska mise en scène par le Teatr im. Jan Kochanowski à Opole.
Elle a joué, entre autres au Théâtre polonais de Bydgoszcz (2008–2012) et au Théâtre dramatique d'Opole (2012–2013), et depuis 2013, elle est actrice dans le Vieux Théâtre de Cracovie
En 2014, elle est apparue dans le clip de Dawid Podsiadło pour la chanson "No" [4], et en mars 2016, elle a joué dans le clip pour la chanson "What is with me not so" Pezet et Black HIFI .
En 2021 elle est membre du jury du 55e Festival international du film de Karlovy Vary.

## Filmographie sélective

### Cinéma
- 2010 : Non Sono Pronto - Marta
- 2011 : Z miłości - Ewelina
- 2012 : Julia - Ewa Olczak
- 2013 : Ligne d'eau (Płynące wieżowce) de Tomasz Wasilewski : Sylwia

### Télévision
- 2008 : Glina - Monika
- 2009 : Naznaczony - Ola
- 2009 : Ojciec Mateusz - Paulina Murawa
- 2011 : Prosto w serce - Tamara Głogowska
- 2011 : Instynkt - Celina Rylska
- 2011 : Na dobre i na złe - Dagna
- 2012 : Komisarz Alex - Justyna Wójcik (ép. 23)
- 2012 : Prawo Agaty - Magda Buhl (ép. 25)
- 2017 : Ultraviolet saison 1 - Ola Serafin
- 2019 : Ultraviolet saison 2 - Ola Serafin
- 2021 : Ouvre les yeux : Dr Zofia Morulska

## Distinctions